# 圣地亚哥·兰赫
圣地亚哥·兰赫（西班牙語：Santiago Lange，1961年9月22日—），阿根廷男子帆船运动员。他曾代表阿根廷参加1988年、1996年、2000年、2004年、2008年、2016年和2020年夏季奥林匹克运动会帆船比赛。